# Paradoxornis à tête grise
Paradoxornis gularis
Espèce
Synonymes
- Paradoxornis gularis Gray, 1845[1]

Statut de conservation UICN

 LC  : Préoccupation mineure
Le Paradoxornis à tête grise (Paradoxornis gularis) est une espèce d'oiseaux de la famille des Paradoxornithidae.
Son aire s'étend à travers le sud de la Chine et le nord de l'Indochine.

## Liste des sous-espèces
Selon Catalogue of Life (21 août 2020) :
- sous-espèce P. gularis fokiensis (David, 1874)
- sous-espèce P. gularis gularis (G. R. Gray, 1845)
- sous-espèce P. gularis hainanus Rothschild, 1903
- sous-espèce P. gularis laotianus Delacour, 1926
- sous-espèce P. gularis rasus Stresemann, 1940
- sous-espèce P. gularis transfluvialis (Hartert, 1900)